# Temporada 2020 del Campeonato de Italia de Fórmula 4
La temporada 2020 del Campeonato de Italia de Fórmula 4 fue la séptima edición de dicho campeonato. Comenzó el 1 de mayo en Misano y finalizó el 6 de diciembre de Vallelunga.
El italiano Gabriele Minì fue el ganador del Campeonato de Pilotos y del Campeonato de Novatos, y Prema Powerteam se quedó con el Campeonato de Escuderías.

## Escuderías y pilotos
Las escuderías y pilotos para la temporada 2020 fueron las siguientes:
| Escudería                | N.º | Piloto               | Estado | Rondas   |
| ------------------------ | --- | -------------------- | ------ | -------- |
| R-ace GP                 | 3   | Kirill Smal          | N      | 3        |
| R-ace GP                 | 4   | Victor Bernier       |        | 3        |
| Prema Powerteam          | 3   | Kirill Smal          | N      | 4, 6–7   |
| Prema Powerteam          | 6   | Sebastian Montoya    | N      | Todas    |
| Prema Powerteam          | 7   | Dino Beganovic       | N      | Todas    |
| Prema Powerteam          | 46  | Gabriele Minì        | N      | Todas    |
| Prema Powerteam          | 85  | Gabriel Bortoleto    | N      | Todas    |
| AKM Motorsport           | 8   | Cenyu Han            | N      | 1        |
| AKM Motorsport           | 9   | Lorenzo Patrese      | N      | 4–5      |
| AKM Motorsport           | 31  | Taylor Barnard       | N      | 4–5, 7   |
| AKM Motorsport           | 32  | Lorenzo Fluxá        | N      | 5        |
| Van Amersfoort Racing    | 8   | Cenyu Han            | N      | 2–7      |
| Van Amersfoort Racing    | 17  | Jonny Edgar          |        | 2–4, 6–7 |
| Van Amersfoort Racing    | 51  | Francesco Pizzi      | N      | Todas    |
| Van Amersfoort Racing    | 52  | Jak Crawford         |        | 2–4, 6–7 |
| Van Amersfoort Racing    | 86  | Bence Válint         | N      | 2–7      |
| Bhaitech                 | 11  | Dexter Patterson     | N      | Todas    |
| Bhaitech                 | 19  | Sebastian Øgaard     | N      | Todas    |
| Bhaitech                 | 20  | Tikhon Kharitonov    | N      | 6–7      |
| Bhaitech                 | 48  | Jesse Salmenautio    |        | Todas    |
| Bhaitech                 | 66  | Zdeněk Chovanec      | N      | 1–5      |
| Jenzer Motorsport        | 13  | Jasin Ferati         | N      | Todas    |
| Jenzer Motorsport        | 14  | Filip Ugran          |        | Todas    |
| Jenzer Motorsport        | 15  | Piotr Wiśnicki       | N      | 1–5      |
| Jenzer Motorsport        | 28  | Francesco Braschi    | N      | 4–7      |
| Jenzer Motorsport        | 68  | Santiago Ramos       | N      | 4–7      |
| Jenzer Motorsport        | 84  | Francesco Simonazzi  | N      | 2–3      |
| G4 Racing                | 21  | Axel Gnos            |        | Todas    |
| AS Motorsport            | 27  | Sebastian Freymuth   |        | 1–6      |
| BWT Mücke Motorsport     | 29  | Joshua Dürksen       |        | 3, 6–7   |
| BWT Mücke Motorsport     | 71  | Josef Knopp          | N      | 3        |
| BWT Mücke Motorsport     | 86  | Bence Válint         | N      | 1        |
| BWT Mücke Motorsport     | 97  | Diego Contecha       |        | 6–7      |
| BVM Racing               | 35  | Pietro Delli Guanti  | N      | 1–6      |
| BVM Racing               | 36  | Pietro Armanni       | N      | 6–7      |
| BVM Racing               | 84  | Francesco Simonazzi  | N      | 4–7      |
| DR Formula RP Motorsport | 57  | Pedro Perino         |        | 7        |
| US Racing                | 70  | Tim Tramnitz         | N      | 7        |
| US Racing                | 87  | Oliver Bearman       | N      | 3, 6–7   |
| US Racing                | 95  | Vladislav Lomko      | N      | 3, 6     |
| Iron Lynx                | 72  | Leonardo Fornaroli   | N      | Todas    |
| Iron Lynx                | 73  | Yaroslav Shevyrtalov | N      | 6–7      |
| Cram Motorsport          | 75  | Nicolás Baptiste     | N      | 6–7      |
| Cram Motorsport          | 76  | Vittorio Catino      | N      | 4, 6–7   |
| Cram Motorsport          | 77  | Andrea Rosso         | N      | Todas    |
| Cram Motorsport          | 78  | Mateusz Kaprzyk      | N      | 1–4, 6   |
| Cram Motorsport          | 79  | Georgis Markogiannis | N      | 3, 5     |
| DRZ Benelli              | 84  | Francesco Simonazzi  | N      | 1        |
| Abu Dhabi Racing         | 88  | Hamda Al Qubaisi     | N F    | Todas    |

| Icono | Leyenda         |
| ----- | --------------- |
| N     | Novato          |
| F     | Trofeo Femenino |

## Calendario
El calendario se reveló el 16 de septiembre de 2019. Luego de un retraso en el inicio de la temporada debido a la pandemia de coronavirus 2019-20, se anunció un nuevo calendario el 19 de mayo de 2020. El 3 de junio de 2020 se anunció que se pospuso la apertura de la temporada en Hungaroring. 2 semanas atrás. El calendario final se publicó el 11 de junio de 2020 y Hungaroring ya no figura en el calendario.
| Ronda | Ronda | Circuito                              | Fecha            |
| ----- | ----- | ------------------------------------- | ---------------- |
| 1     | C1    | Misano World Circuit Marco Simoncelli | 1 de agosto      |
| 1     | C2    | Misano World Circuit Marco Simoncelli | 2 de agosto      |
| 1     | C3    | Misano World Circuit Marco Simoncelli | 2 de agosto      |
| 2     | C1    | Autodromo Enzo e Dino Ferrari         | 29 de agosto     |
| 2     | C2    | Autodromo Enzo e Dino Ferrari         | 30 de agosto     |
| 2     | C3    | Autodromo Enzo e Dino Ferrari         | 30 de agosto     |
| 3     | C1    | Red Bull Ring                         | 12 de septiembre |
| 3     | C2    | Red Bull Ring                         | 13 de septiembre |
| 3     | C3    | Red Bull Ring                         | 13 de septiembre |
| 4     | C1    | Autódromo Internacional del Mugello   | 3 de octubre     |
| 4     | C2    | Autódromo Internacional del Mugello   | 4 de octubre     |
| 4     | C3    | Autódromo Internacional del Mugello   | 4 de octubre     |
| 5     | C1    | Autodromo Nazionale di Monza          | 17 de octubre    |
| 5     | C2    | Autodromo Nazionale di Monza          | 18 de octubre    |
| 5     | C3    | Autodromo Nazionale di Monza          | 18 de octubre    |
| 6     | C1    | Autodromo Enzo e Dino Ferrari         | 21 de noviembre  |
| 6     | C2    | Autodromo Enzo e Dino Ferrari         | 22 de noviembre  |
| 6     | C3    | Autodromo Enzo e Dino Ferrari         | 22 de noviembre  |
| 7     | C1    | Autódromo de Vallelunga Piero Taruffi | 5 de diciembre   |
| 7     | C2    | Autódromo de Vallelunga Piero Taruffi | 6 de diciembre   |
| 7     | C3    | Autódromo de Vallelunga Piero Taruffi | 6 de diciembre   |

## Resultados
| Ronda | Ronda | Ronda                                 | Pole Position     | Vuelta rápida                                         | Piloto ganador                                        | Escudería ganadora                                    | Ganador clase secundaria                              |
| ----- | ----- | ------------------------------------- | ----------------- | ----------------------------------------------------- | ----------------------------------------------------- | ----------------------------------------------------- | ----------------------------------------------------- |
| 1     | C1    | Misano World Circuit Marco Simoncelli | Gabriele Minì     | Francesco Pizzi                                       | Gabriele Minì                                         | Prema Powerteam                                       | N: Gabriele Minì F: sin finalistas                    |
| 1     | C2    | Misano World Circuit Marco Simoncelli | Gabriele Minì     | Filip Ugran                                           | Andrea Rosso                                          | Cram Motorsport                                       | N: Andrea Rosso F: Hamda Al Qubaisi                   |
| 1     | C3    | Misano World Circuit Marco Simoncelli | Gabriele Minì     | Filip Ugran                                           | Francesco Pizzi                                       | Van Amersfoort Racing                                 | N: Francesco Pizzi F: Hamda Al Qubaisi                |
| 2     | C1    | Autodromo Enzo e Dino Ferrari         | Dino Beganovic    | Jonny Edgar                                           | Filip Ugran                                           | Jenzer Motorsport                                     | N: Dino Beganovic F: Hamda Al Qubaisi                 |
| 2     | C2    | Autodromo Enzo e Dino Ferrari         | Jonny Edgar       | Jonny Edgar                                           | Jonny Edgar                                           | Van Amersfoort Racing                                 | N: Andrea Rosso F: Hamda Al Qubaisi                   |
| 2     | C3    | Autodromo Enzo e Dino Ferrari         | Jak Crawford      | Francesco Pizzi                                       | Andrea Rosso                                          | Cram Motorsport                                       | N: Andrea Rosso F: Hamda Al Qubaisi                   |
| 3     | C1    | Red Bull Ring                         | Joshua Dürksen    | Joshua Dürksen                                        | Joshua Dürksen                                        | BWT Mücke Motorsport                                  | N: Gabriele Minì F: Hamda Al Qubaisi                  |
| 3     | C2    | Red Bull Ring                         | Gabriele Minì     | Dino Beganovic                                        | Jak Crawford                                          | Van Amersfoort Racing                                 | N: Oliver Bearman F: Hamda Al Qubaisi                 |
| 3     | C3    | Red Bull Ring                         | Gabriele Minì     | Joshua Dürksen                                        | Gabriele Minì                                         | Prema Powerteam                                       | N: Gabriele Minì F: sin finalistas                    |
| 4     | C1    | Autódromo Internacional del Mugello   | Andrea Rosso      | Gabriel Bortoleto                                     | Andrea Rosso                                          | Cram Motorsport                                       | N: Andrea Rosso F: Hamda Al Qubaisi                   |
| 4     | C2    | Autódromo Internacional del Mugello   | Gabriel Bortoleto | Andrea Rosso                                          | Gabriel Bortoleto                                     | Prema Powerteam                                       | N: Gabriel Bortoleto F: Hamda Al Qubaisi              |
| 4     | C3    | Autódromo Internacional del Mugello   | Gabriel Bortoleto | Gabriele Minì                                         | Gabriele Minì                                         | Prema Powerteam                                       | N: Gabriele Minì F: Hamda Al Qubaisi                  |
| 5     | C1    | Autodromo Nazionale di Monza          | Francesco Pizzi   | Sebastián Montoya                                     | Francesco Pizzi                                       | Van Amersfoort Racing                                 | N: Francesco Pizzi F: sin finalistas                  |
| 5     | C2    | Autodromo Nazionale di Monza          | Andrea Rosso      | Leonardo Fornaroli                                    | Francesco Pizzi                                       | Van Amersfoort Racing                                 | N: Francesco Pizzi F: sin finalistas                  |
| 5     | C3    | Autodromo Nazionale di Monza          | Gabriele Minì     | Dino Beganovic                                        | Pietro Delli Guanti                                   | BVM Racing                                            | N: Pietro Delli Guanti F:: Hamda Al Qubaisi           |
| 6     | C1    | Autodromo Enzo e Dino Ferrari         | Gabriele Minì     | Dino Beganovic                                        | Gabriele Minì                                         | Prema Powerteam                                       | N: Gabriele Minì F:: Hamda Al Qubaisi                 |
| 6     | C2    | Autodromo Enzo e Dino Ferrari         | Dino Beganovic    | Dino Beganovic                                        | Dino Beganovic                                        | Prema Powerteam                                       | N: Dino Beganovic F:: sin finalistas                  |
| 6     | C3    | Autodromo Enzo e Dino Ferrari         | Gabriele Minì     | Gabriele Minì                                         | Jak Crawford                                          | Van Amersfoort Racing                                 | N: Gabriele Minì F:: Hamda Al Qubaisi                 |
| 7     | C1    | Autódromo de Vallelunga Piero Taruffi | Gabriele Minì     | Oliver Bearman                                        | Oliver Bearman                                        | US Racing                                             | N: Oliver Bearman F:: Hamda Al Qubaisi                |
| 7     | C2    | Autódromo de Vallelunga Piero Taruffi | Gabriel Bortoleto | Carrera cancelada debido a las condiciones climáticas | Carrera cancelada debido a las condiciones climáticas | Carrera cancelada debido a las condiciones climáticas | Carrera cancelada debido a las condiciones climáticas |
| 7     | C3    | Autódromo de Vallelunga Piero Taruffi | Gabriel Bortoleto | Jonny Edgar                                           | Jonny Edgar                                           | Van Amersfoort Racing                                 | N: Kirill Smal F:: Hamda Al Qubaisi                   |

## Clasificaciones

### Sistema de puntuación
| Posición | 1.º | 2.º | 3.º | 4.º | 5.º | 6.º | 7.º | 8.º | 9.º | 10.º |
| Puntos   | 25  | 18  | 15  | 12  | 10  | 8   | 6   | 4   | 2   | 1    |

### Campeonato de Pilotos
| Pos. | Piloto               | MIS | MIS | MIS | IMO1 | IMO1 | IMO1 | RBR | RBR | RBR | MUG | MUG | MUG | MNZ | MNZ | MNZ | IMO2 | IMO2 | IMO2 | VLL | VLL | VLL | Puntos |
| ---- | -------------------- | --- | --- | --- | ---- | ---- | ---- | --- | --- | --- | --- | --- | --- | --- | --- | --- | ---- | ---- | ---- | --- | --- | --- | ------ |
| 1    | Gabriele Minì        | 1   | 4   | 2   | 7    | 5    | 4    | 2   | 3   | 1   | 4   | 2   | 1   | 10  | 2   | Ret | 1    | 2    | 2    | 7   | C   | 3   | 284    |
| 2    | Francesco Pizzi      | 2   | 3   | 1   | 6    | 10   | 2    | 6   | 8   | 6   | 9   | Ret | 5   | 1   | 1   | 4   | 9    | 25†  | 5    | 2   | C   | Ret | 208    |
| 3    | Dino Beganovic       | 5   | 19  | 3   | 4    | 4    | 12   | 11  | 5   | 8   | 6   | 3   | 2   | 17  | 15  | 7   | 2    | 1    | 3    | 5   | C   | 10  | 179    |
| 4    | Jonny Edgar          |     |     |     | 2    | 1    | 3    | 3   | 4   | 4   | Ret | 5   | 26  |     |     |     | 5    | 11   | 4    | 3   | C   | 1   | 169    |
| 5    | Gabriel Bortoleto    | 7   | 7   | 11  | 8    | 7    | Ret  | 7   | 7   | 13  | 2   | 1   | 3   | 18† | 3   | 2   | Ret  | 8    | 8    | 4   | C   | 4   | 157    |
| 6    | Jak Crawford         |     |     |     | 3    | 2    | Ret  | 4   | 1   | 3   | 24  | 11  | 18  |     |     |     | 3    | 3    | 1    | Ret | C   | 5   | 150    |
| 7    | Andrea Rosso         | 12  | 1   | 8   | 10   | 3    | 1    | Ret | 9   | 18  | 1   | 4   | 4   | 2   | DNS | Ret | 11   | 19   | 14   | 10  | C   | 20  | 140    |
| 8    | Filip Ugran          | 3   | 2   | 4   | 1    | 6    | Ret  | DNA | DNA | DNA | 3   | 6   | 11  | 3   | Ret | 8   | 12   | 7    | 10   | 14  | C   | 7   | 133    |
| 9    | Leonardo Fornaroli   | 4   | 15  | 9   | 17   | 17   | 5    | 13  | 26  | 10  | 5   | 12  | 14  | 4   | 4   | 3   | 4    | 5    | 6    | 8   | C   | 16  | 108    |
| 10   | Oliver Bearman       |     |     |     |      |      |      | 5   | 2   | 5   |     |     |     |     |     |     | 7    | 6    | 12   | 1   | C   | 6   | 85     |
| 11   | Sebastián Montoya    | 8   | 5   | 5   | Ret  | 14   | 7    | 9   | 28  | 7   | Ret | 10  | 7   | 5   | 8   | 6   | 6    | 26†  | 7    | 25  | C   | 13  | 81     |
| 12   | Pietro Delli Guanti  | 6   | 6   | 7   | 12   | 9    | 8    | 12  | 6   | 25† | Ret | 9   | 12  | 22† | Ret | 1   | 30†  | 20   | 16   |     |     |     | 63     |
| 13   | Joshua Dürksen       |     |     |     |      |      |      | 1   | 15  | 2   |     |     |     |     |     |     | 10   | 4    | 11   | 9   | C   | 9   | 60     |
| 14   | Jesse Salmenautio    | 9   | 9   | 6   | Ret  | 8    | 6    | 8   | 11  | 26† | 17  | 20  | 8   | 20† | 7   | 10  | 28   | 10   | 19   | 13  | C   | 14  | 40     |
| 15   | Kirill Smal          |     |     |     |      |      |      | 18  | 25  | DNS | 7   | 13  | 17  |     |     |     | 8    | Ret  | 9    | 11  | C   | 2   | 30     |
| 16   | Santiago Ramos       |     |     |     |      |      |      |     |     |     | 10  | 14  | 10  | 9   | 5   | 5   | 13   | 9    | 13   | 22  | C   | 11  | 26     |
| 17   | Zdeněk Chovanec      | Ret | 14  | 13  | 5    | 19   | Ret  | Ret | 27  | 24† | 18  | 27  | 6   | 14  | Ret | 13  |      |      |      |     |     |     | 18     |
| 18   | Francesco Simonazzi  | 11  | 12  | Ret | 13   | 16   | Ret  | 17  | 21  | 9   | 12  | 7   | 9   | 11  | 14  | 21  | 16   | 23   | 15   | 6   | C   | 15  | 18     |
| 19   | Piotr Wiśnicki       | Ret | 16  | 19  | 19   | 15   | 17   | Ret | 12  | 23† | 20  | 16  | 19  | 8   | 6   | 22† |      |      |      |     |     |     | 12     |
| 20   | Sebastian Øgaard     | Ret | 10  | 21† | 15   | 12   | 15   | 14  | 13  | 14  | 8   | 19  | 15  | 7   | 10  | 15  | Ret  | Ret  | Ret  | 20  | C   | 23  | 12     |
| 21   | Bence Válint         | 17  | 20  | 18  | 18   | 23   | Ret  | 20  | 24  | 22  | 22  | 26  | 25  | 6   | 12  | 18  | 21   | Ret  | 20   | 29  | C   | 18  | 8      |
| 22   | Dexter Patterson     | 10  | 8   | 10  | 9    | Ret  | 13   | Ret | 16  | 16  | 19  | 21  | 22  | 12  | 18  | 11  | 14   | Ret  | 23   | Ret | C   | 21  | 8      |
| 23   | Axel Gnos            | 13  | 13  | 12  | Ret  | 13   | 9    | Ret | 17  | 11  | 25  | 8   | 13  | Ret | DNS | Ret | Ret  | Ret  | 24   | 21  | C   | 12  | 6      |
| 24   | Tim Tramnitz         |     |     |     |      |      |      |     |     |     |     |     |     |     |     |     |      |      |      | 12  | C   | 8   | 4      |
| 25   | Hamda Al Qubaisi     | Ret | 18  | 14  | 14   | 22   | 11   | 10  | 19  | DNS | 23  | 25  | 23  | Ret | Ret | 9   | 29†  | Ret  | 22   | 24  | C   | 27  | 3      |
| 26   | Taylor Barnard       |     |     |     |      |      |      |     |     |     | 11  | 15  | 24  | 21† | 9   | 17  |      |      |      | 17  | C   | 29  | 2      |
| 27   | Mateusz Kaprzyk      | 15  | 17  | 15  | Ret  | 11   | 10   | Ret | 20  | 20  | WD  | WD  | WD  |     |     |     | 17   | 24   | 30†  |     |     |     | 1      |
| 28   | Victor Bernier       |     |     |     |      |      |      | Ret | 10  | 21  |     |     |     |     |     |     |      |      |      |     |     |     | 1      |
| 29   | Jasin Ferati         | 14  | 11  | 16  | 11   | 18   | Ret  | 16  | 22  | 15  | 15  | 22  | 20  | WD  | WD  | WD  | 18   | 12   | 21   | 18  | C   | 25  | 0      |
| 30   | Sebastian Freymuth   | 18  | Ret | 20  | Ret  | 20   | 16   | Ret | 18  | Ret | 13  | 18  | 21  | 15  | 11  | 20  | 24   | 16   | 25   |     |     |     | 0      |
| 31   | Lorenzo Fluxá        |     |     |     |      |      |      |     |     |     |     |     |     | 19† | 13  | 12  |      |      |      |     |     |     | 0      |
| 32   | Josef Knopp          |     |     |     |      |      |      | 15  | 14  | 12  |     |     |     |     |     |     |      |      |      |     |     |     | 0      |
| 33   | Cenyu Han            | 16  | Ret | 17  | 16   | 21   | 14   | 21  | 23  | 17  | Ret | 24  | Ret | 13  | Ret | 16  | 19   | Ret  | 18   | 15  | C   | 19  | 0      |
| 34   | Vladislav Lomko      |     |     |     |      |      |      | Ret | DNS | DNS |     |     |     |     |     |     | 15   | 13   | 17   |     |     |     | 0      |
| 35   | Francesco Braschi    |     |     |     |      |      |      |     |     |     | 14  | Ret | 16  | DNS | 16  | 14  | 31†  | Ret  | NC   | 16  | C   | 32  | 0      |
| 36   | Yaroslav Shevyrtalov |     |     |     |      |      |      |     |     |     |     |     |     |     |     |     | 22   | 14   | Ret  | 19  | C   | 17  | 0      |
| 37   | Nicolás Baptiste     |     |     |     |      |      |      |     |     |     |     |     |     |     |     |     | 27   | 15   | 31   | Ret | C   | 26  | 0      |
| 38   | Georgis Markogiannis |     |     |     |      |      |      | 19  | Ret | 19  |     |     |     | 16  | 17  | 19  |      |      |      |     |     |     | 0      |
| 39   | Lorenzo Patrese      |     |     |     |      |      |      |     |     |     | 16  | 17  | Ret | Ret | 19  | DNS |      |      |      |     |     |     | 0      |
| 40   | Pietro Armanni       |     |     |     |      |      |      |     |     |     |     |     |     |     |     |     | 25   | 17   | 29   | 27  | C   | 30  | 0      |
| 41   | Diego Contecha       |     |     |     |      |      |      |     |     |     |     |     |     |     |     |     | 26   | 18   | 28   | 26  | C   | 22  | 0      |
| 42   | Vittorio Catino      |     |     |     |      |      |      |     |     |     | 21  | 23  | Ret |     |     |     | 20   | 22   | 26   | Ret | C   | 28  | 0      |
| 43   | Tikhon Kharitonov    |     |     |     |      |      |      |     |     |     |     |     |     |     |     |     | 23   | 21   | 27   | 23  | C   | 24  | 0      |
| 44   | Pedro Perino         |     |     |     |      |      |      |     |     |     |     |     |     |     |     |     |      |      |      | 28  | C   | 31  | 0      |
| Pos. | Piloto               | MIS | MIS | MIS | IMO1 | IMO1 | IMO1 | RBR | RBR | RBR | MUG | MUG | MUG | MNZ | MNZ | MNZ | IMO2 | IMO2 | IMO2 | VLL | VLL | VLL | Puntos |

| Color     | Resultado                                                               |
| --------- | ----------------------------------------------------------------------- |
| Oro       | Ganador                                                                 |
| Plata     | 2.ª plaza                                                               |
| Bronce    | 3.ª plaza                                                               |
| Verde     | Finalizó en los puntos                                                  |
| Azul      | Finalizó sin puntos                                                     |
| Azul      | NC - No clasificado                                                     |
| Violeta   | Ret - No terminó (Carrera)                                              |
| Rojo      | DNQ - No se clasificó                                                   |
| Negro     | DSQ - Descalificado                                                     |
| Blanco    | DNS - No empezó (carrera)                                               |
| Blanco    | WD - Retirado (fin de semana)                                           |
| Blanco    | C - Carrera cancelada                                                   |
| Sin color | DNP - Inscrito pero no participó                                        |
| Sin color | INJ - Lesionado                                                         |
| Sin color | EX - Excluido                                                           |
| Estado    | Resultado                                                               |
| Negrita   | Pole position                                                           |
| Cursiva   | Vuelta rápida                                                           |
| †         | Abandona, pero clasifica al completar el porcentaje requerido para ello |

### Campeonato de Novatos
| Pos.                  | Piloto                | MIS                   | MIS                   | MIS                   | IMO1                  | IMO1                  | IMO1                  | RBR                   | RBR                   | RBR                   | MUG                   | MUG                   | MUG                   | MNZ                   | MNZ                   | MNZ                   | IMO2                  | IMO2                  | IMO2                  | VLL                   | VLL                   | VLL                   | Puntos                |
| Campeonato de novatos | Campeonato de novatos | Campeonato de novatos | Campeonato de novatos | Campeonato de novatos | Campeonato de novatos | Campeonato de novatos | Campeonato de novatos | Campeonato de novatos | Campeonato de novatos | Campeonato de novatos | Campeonato de novatos | Campeonato de novatos | Campeonato de novatos | Campeonato de novatos | Campeonato de novatos | Campeonato de novatos | Campeonato de novatos | Campeonato de novatos | Campeonato de novatos | Campeonato de novatos | Campeonato de novatos | Campeonato de novatos | Campeonato de novatos |
| --------------------- | --------------------- | --------------------- | --------------------- | --------------------- | --------------------- | --------------------- | --------------------- | --------------------- | --------------------- | --------------------- | --------------------- | --------------------- | --------------------- | --------------------- | --------------------- | --------------------- | --------------------- | --------------------- | --------------------- | --------------------- | --------------------- | --------------------- | --------------------- |
| 1                     | Gabriele Minì         | 1                     | 3                     | 2                     | 4                     | 3                     | 3                     | 1                     | 2                     | 1                     | 3                     | 2                     | 1                     | 9                     | 2                     | Ret                   | 1                     | 2                     | 1                     | 6                     | C                     | 2                     | 318                   |
| 2                     | Francesco Pizzi       | 2                     | 2                     | 1                     | 3                     | 6                     | 2                     | 3                     | 6                     | 3                     | 8                     | Ret                   | 5                     | 1                     | 1                     | 4                     | 7                     | 18†                   | 3                     | 2                     | C                     | Ret                   | 251                   |
| 3                     | Dino Beganovic        | 4                     | 16                    | 3                     | 1                     | 2                     | 9                     | 7                     | 3                     | 5                     | 5                     | 3                     | 2                     | 15                    | 13                    | 7                     | 2                     | 1                     | 2                     | 4                     | C                     | 6                     | 231                   |
| 4                     | Gabriel Bortoleto     | 6                     | 6                     | 9                     | 5                     | 4                     | Ret                   | 4                     | 5                     | 9                     | 2                     | 1                     | 3                     | 16†                   | 3                     | 2                     | Ret                   | 5                     | 6                     | 3                     | C                     | 3                     | 199                   |
| 5                     | Andrea Rosso          | 10                    | 1                     | 6                     | 7                     | 1                     | 1                     | Ret                   | 7                     | 14                    | 1                     | 4                     | 4                     | 2                     | DNS                   | Ret                   | 8                     | 12                    | 10                    | 8                     | C                     | 14                    | 172                   |
| 6                     | Leonardo Fornaroli    | 3                     | 12                    | 7                     | 14                    | 12                    | 4                     | 9                     | 19                    | 7                     | 4                     | 8                     | 11                    | 3                     | 4                     | 3                     | 3                     | 3                     | 4                     | 7                     | C                     | 10                    | 148                   |
| 7                     | Sebastián Montoya     | 7                     | 4                     | 4                     | Ret                   | 9                     | 5                     | 5                     | 21                    | 4                     | Ret                   | 7                     | 7                     | 4                     | 7                     | 6                     | 4                     | 19†                   | 5                     | 20                    | C                     | 8                     | 128                   |
| 8                     | Oliver Bearman        |                       |                       |                       |                       |                       |                       | 2                     | 1                     | 2                     |                       |                       |                       |                       |                       |                       | 5                     | 4                     | 8                     | 1                     | C                     | 4                     | 124                   |
| 9                     | Pietro Delli Guanti   | 5                     | 5                     | 5                     | 9                     | 5                     | 6                     | 8                     | 4                     | 20†                   | Ret                   | 6                     | 10                    | 19†                   | Ret                   | 1                     | 23†                   | 13                    | 12                    |                       |                       |                       | 100                   |
| 10                    | Kirill Smal           |                       |                       |                       |                       |                       |                       | 14                    | 18                    | DNS                   | 6                     | 9                     | 14                    |                       |                       |                       | 6                     | Ret                   | 7                     | 9                     | C                     | 1                     | 51                    |
| 11                    | Santiago Ramos        |                       |                       |                       |                       |                       |                       |                       |                       |                       | 9                     | 10                    | 9                     | 8                     | 5                     | 5                     | 9                     | 6                     | 9                     | 18                    | C                     | 7                     | 47                    |
| 12                    | Francesco Simonazzi   | 9                     | 10                    | Ret                   | 10                    | 11                    | Ret                   | 13                    | 14                    | 6                     | 11                    | 5                     | 8                     | 10                    | 12                    | 18                    | 12                    | 16                    | 11                    | 5                     | C                     | 9                     | 39                    |
| 13                    | Sebastian Øgaard      | Ret                   | 8                     | 17†                   | 12                    | 8                     | 12                    | 10                    | 9                     | 10                    | 7                     | 14                    | 12                    | 6                     | 9                     | 13                    | Ret                   | Ret                   | Ret                   | 16                    | C                     | 16                    | 28                    |
| 14                    | Zdeněk Chovanec       | Ret                   | 11                    | 10                    | 2                     | 14                    | Ret                   | Ret                   | 20                    | 19†                   | 15                    | 21                    | 6                     | 13                    | Ret                   | 11                    |                       |                       |                       |                       |                       |                       | 27                    |
| 15                    | Dexter Patterson      | 8                     | 7                     | 8                     | 6                     | Ret                   | 10                    | Ret                   | 11                    | 12                    | 16                    | 15                    | 17                    | 11                    | 16                    | 9                     | 10                    | Ret                   | 18                    | Ret                   | C                     | 15                    | 26                    |
| 16                    | Piotr Wiśnicki        | Ret                   | 13                    | 16                    | 16                    | 10                    | 13                    | Ret                   | 8                     | 18†                   | 17                    | 12                    | 15                    | 7                     | 6                     | 19                    |                       |                       |                       |                       |                       |                       | 19                    |
| 17                    | Hamda Al Qubaisi      | Ret                   | 15                    | 11                    | 11                    | 16                    | 8                     | 6                     | 12                    | DNS                   | 20                    | 19                    | 18                    | Ret                   | Ret                   | 8                     | 22†                   | Ret                   | 17                    | 19                    | C                     | 20                    | 16                    |
| 18                    | Mateusz Kaprzyk       | 12                    | 14                    | 12                    | Ret                   | 7                     | 7                     | Ret                   | 13                    | 16                    | WD                    | WD                    | WD                    |                       |                       |                       | 13                    | 17                    | 22†                   |                       |                       |                       | 12                    |
| 19                    | Jasin Ferati          | 11                    | 9                     | 13                    | 8                     | 13                    | Ret                   | 12                    | 15                    | 11                    | 13                    | 16                    | 16                    | WD                    | WD                    | WD                    | 14                    | 7                     | 16                    | 14                    | C                     | 18                    | 12                    |
| 20                    | Bence Válint          | 14                    | 17                    | 15                    | 15                    | 17                    | Ret                   | 16                    | 17                    | 17†                   | 19                    | 20                    | 20                    | 5                     | 10                    | 16                    | 17                    | Ret                   | 15                    | 22                    | C                     | 12                    | 11                    |
| 21                    | Tim Tramnitz          |                       |                       |                       |                       |                       |                       |                       |                       |                       |                       |                       |                       |                       |                       |                       |                       |                       |                       | 10                    | C                     | 5                     | 11                    |
| 22                    | Taylor Barnard        |                       |                       |                       |                       |                       |                       |                       |                       |                       | 10                    | 11                    | 19                    | 18†                   | 8                     | 15                    |                       |                       |                       | 13                    | C                     | 22                    | 5                     |
| 23                    | Josef Knopp           |                       |                       |                       |                       |                       |                       | 11                    | 10                    | 8                     |                       |                       |                       |                       |                       |                       |                       |                       |                       |                       |                       |                       | 5                     |
| 24                    | Vladislav Lomko       |                       |                       |                       |                       |                       |                       | Ret                   | DNS                   | DNS                   |                       |                       |                       |                       |                       |                       | 11                    | 8                     | 13                    |                       |                       |                       | 4                     |
| 25                    | Yaroslav Shevyrtalov  |                       |                       |                       |                       |                       |                       |                       |                       |                       |                       |                       |                       |                       |                       |                       | 18                    | 9                     | Ret                   | 15                    | C                     | 11                    | 2                     |
| 26                    | Lorenzo Fluxá         |                       |                       |                       |                       |                       |                       |                       |                       |                       |                       |                       |                       | 17†                   | 11                    | 10                    |                       |                       |                       |                       |                       |                       | 1                     |
| 27                    | Nicolás Baptiste      |                       |                       |                       |                       |                       |                       |                       |                       |                       |                       |                       |                       |                       |                       |                       | 21                    | 10                    | 23                    | Ret                   | C                     | 19                    | 1                     |
| 28                    | Cenyu Han             | 13                    | Ret                   | 14                    | 13                    | 15                    | 11                    | 17                    | 16                    | 13                    | Ret                   | 18                    | Ret                   | 12                    | Ret                   | 14                    | 15                    | Ret                   | 14                    | 11                    | C                     | 13                    | 0                     |
| 29                    | Pietro Armanni        |                       |                       |                       |                       |                       |                       |                       |                       |                       |                       |                       |                       |                       |                       |                       | 20                    | 11                    | 21                    | 21                    | C                     | 23                    | 0                     |
| 30                    | Francesco Braschi     |                       |                       |                       |                       |                       |                       |                       |                       |                       | 12                    | Ret                   | 13                    | DNS                   | 14                    | 12                    | 24†                   | Ret                   | NC                    | 12                    | C                     | 24                    | 0                     |
| 31                    | Lorenzo Patrese       |                       |                       |                       |                       |                       |                       |                       |                       |                       | 14                    | 13                    | Ret                   | Ret                   | 17                    | DNS                   |                       |                       |                       |                       |                       |                       | 0                     |
| 32                    | Georgis Markogiannis  |                       |                       |                       |                       |                       |                       | 15                    | Ret                   | 15                    |                       |                       |                       | 14                    | 15                    | 17                    |                       |                       |                       |                       |                       |                       | 0                     |
| 33                    | Tikhon Kharitonov     |                       |                       |                       |                       |                       |                       |                       |                       |                       |                       |                       |                       |                       |                       |                       | 19                    | 14                    | 20                    | 18                    | C                     | 17                    | 0                     |
| 34                    | Vittorio Catino       |                       |                       |                       |                       |                       |                       |                       |                       |                       | 18                    | 17                    | Ret                   |                       |                       |                       | 16                    | 15                    | 19                    | Ret                   | C                     | 21                    | 0                     |
| Campeonato femenino   |                       |                       |                       |                       |                       |                       |                       |                       |                       |                       |                       |                       |                       |                       |                       |                       |                       |                       |                       |                       |                       |                       |                       |
| 1                     | Hamda Al Qubaisi      | Ret                   | 1                     | 1                     | 1                     | 1                     | 1                     | 1                     | 1                     | DNS                   | 1                     | 1                     | 1                     | Ret                   | Ret                   | 1                     | 1†                    | Ret                   | 1                     | 1                     | C                     | 1                     | 375                   |
| Pos.                  | Piloto                | MIS                   | MIS                   | MIS                   | IMO1                  | IMO1                  | IMO1                  | RBR                   | RBR                   | RBR                   | MUG                   | MUG                   | MUG                   | MNZ                   | MNZ                   | MNZ                   | IMO2                  | IMO2                  | IMO2                  | VLL                   | VLL                   | VLL                   | Puntos                |

| Color     | Resultado                                                               |
| --------- | ----------------------------------------------------------------------- |
| Oro       | Ganador                                                                 |
| Plata     | 2.ª plaza                                                               |
| Bronce    | 3.ª plaza                                                               |
| Verde     | Finalizó en los puntos                                                  |
| Azul      | Finalizó sin puntos                                                     |
| Azul      | NC - No clasificado                                                     |
| Violeta   | Ret - No terminó (Carrera)                                              |
| Rojo      | DNQ - No se clasificó                                                   |
| Negro     | DSQ - Descalificado                                                     |
| Blanco    | DNS - No empezó (carrera)                                               |
| Blanco    | WD - Retirado (fin de semana)                                           |
| Blanco    | C - Carrera cancelada                                                   |
| Sin color | DNP - Inscrito pero no participó                                        |
| Sin color | INJ - Lesionado                                                         |
| Sin color | EX - Excluido                                                           |
| Estado    | Resultado                                                               |
| Negrita   | Pole position                                                           |
| Cursiva   | Vuelta rápida                                                           |
| †         | Abandona, pero clasifica al completar el porcentaje requerido para ello |

### Campeonato de Escuderías
| Pos. | Escudería                | Puntos |
| ---- | ------------------------ | ------ |
| 1    | Prema Powerteam          | 596    |
| 2    | Van Amersfoort Racing    | 495    |
| 3    | Jenzer Motorsport        | 168    |
| 4    | Cram Motorsport          | 141    |
| 5    | Iron Lynx                | 108    |
| 6    | US Racing                | 89     |
| 7    | BVM Racing               | 80     |
| 8    | Bhaitech                 | 77     |
| 9    | BWT Mücke Motorsport     | 59     |
| 10   | G4 Racing                | 6      |
| 11   | Abu Dhabi Racing         | 3      |
| 12   | AKM Motorsport           | 2      |
| 13   | R-ace GP                 | 1      |
| 14   | DRZ Benelli              | 0      |
| 15   | AS Motorsport            | 0      |
| 16   | DR Formula RP Motorsport | 0      |